# Alafors
Alafors è un distretto industriale sito nel comune di Ale sulla statale E45, 30 km a nord di Göteborg e ad un chilometro dal Göta älv.